# Alonnisos
Alonnisos (řecky : Αλόννησος ,[aˈlonisos] ), přepisováno také jako Alonissos, je řecký ostrov v Egejském moři. Po Skiathosu a Skopelosu je třetím největším ostrovem Severních Sporad. Leží 3 km východně od ostrova Skopelos. Alonnisos je také název vesnice na ostrově, stejně jako obce, která zahrnuje ostrov a vesnici.
Vesnice Alonnisos se nachází na jižní části ostrova. Je místně známá jako Chora a je označena jako Stará vesnice. Hlavní přístav ostrova se nachází na jihovýchodě a jmenuje se Patitiri. Z Patitiri do Volosu, Agios Konstantinos a Soluně na pevnině a na ostrovy Skiathos, Skopelos a Skyros jezdí trajekt, katamarán („létající kočka“) a křídlový člun („létající delfín“). Zátoka na jižním konci ostrova se také nazývá Alonnisos.
Obec Alonnisos zahrnuje nedaleké ostrovy Adelfoi, Gioura, Kyra Panagia (Pelagos), Peristera, Piperi, Psathoura a Skantzoura.
Ostrov je tvořen vápencem a nejvyšším vrcholem je Kouvouli s 475 metry nad mořem. Pěstují se olivy, vinná réva a mandle, významný je i rybolov. V okolí ostrova byl vyhlášen Mořský park Alonnisos, kde žije tuleň středomořský, kulohlavec černý, ostříž jižní, kormorán chocholatý a další druhy.
Alonnisos byl osídlen již v neolitu, v době bronzové byl kolonií Knóssu. V klasickém období byl členem Athénského námořního spolku. V minulosti se ostrov nazýval Ikos a Liadromia, současný název dostal za vlády krále Oty. V březnu 1965 zasáhlo Alonnisos zemětřesení, které si vyžádalo dvě oběti a poničilo většinu místních staveb.
Ve dvacátém století sem byli, tak jako i na další ostrovy, opakovaně odváženi političtí odpůrci různých režimů a vězněni zde v podmínkách, které mnozí nepřežili.